# Le voci della savana
Le voci della savana (大草原の小さな天使 ブッシュベイビー?, Daisōgen no chiisana tenshi Busshubeibī, lett. "Bushbaby il piccolo angelo della prateria") è un anime prodotto dalla Nippon Animation nel 1992 in 40 episodi e ispirato al romanzo del 1965 La ragazza e il galagone (The Bush Babies) dell'autore canadese William Stevenson. La serie, trasmessa originariamente dal 1992, fa parte del progetto World Masterpiece Theater (Sekai Meisaku Gekijo) della Nippon Animation.

## Trama
Nel 1964, una ragazza inglese di nome Jackie Rhodes, vive con la sua famiglia in Kenya nella zona
del monte Kilimanjaro. Arturo, il padre, è il sovrintendente della riserva e tra i suoi compiti vi è quello di proteggere gli animali della savana dai bracconieri. Un giorno il fratello Andrea trova un piccolo bushbaby che ha appena perduto la madre ed è bisognoso di cure. Il piccolo è condannato a morire di fame perché non è in grado di bere il latte se non dalla madre, ma Jackie decide di aiutarlo: lo chiamerà Murphy e gli farà da infermiera fino a quando il piccolo animale riacquisterà la salute.
Il Kenya è appena diventato indipendente affrancandosi dalla colonizzazione inglese. Per i vecchi coloni inglesi il lavoro comincia a scarseggiare, visto che il nuovo governo indipendente attua la politica di sostituire gli inglesi con personale indigeno in tutte quelle professioni fino ad allora appannaggio dei vecchi coloni. Come molti altri prima di lui dopo qualche tempo anche il padre di Jackie perde il lavoro ed è costretto ad intraprendere con la famiglia il viaggio di ritorno in Inghilterra. Quando a Mombasa i Rhodes sono sul punto di salpare, Jackie si accorge però di avere perso il permesso per l'espatrio del suo bushbaby Murphy. All'insaputa del padre, della madre e del fratello, scende dalla nave per liberare Murphy che non può portare con sé, ma la nave parte in anticipo sui tempi previsti lasciandola a terra.
Fortunatamente al porto c'era ancora Kim, il fedele assistente del padre, che li aveva accompagnati fin lì e che non era ancora ritornato indietro; Kim decide di proteggere Jackie e di aiutarla ad avvertire i genitori, che ignari, la credono ancora sulla nave assieme a loro. Per un fraintendimento, l'uomo viene però creduto il rapitore della ragazza: la notizia di una ragazza bianca inglese rapita da un indigeno diventa quasi un caso diplomatico e scatta una gigantesca caccia all'uomo alla quale partecipa anche l'esercito del Kenya.
Kim è terrorizzato perché sa che se cadesse nelle mani della polizia non avrebbe modo di dimostrare la sua innocenza e non sarebbe mai creduto. Non abbandona Jackie, ma è costretto ad attraversare la savana assieme a lei per sfuggire a tutti coloro che li stanno inseguendo. Lungo il viaggio Jackie insegna al suo Murphy, ormai addomesticato, le tecniche per sopravvivere allo stato selvatico, in modo che possa ritornare nel suo habitat naturale e vivere felice assieme agli animali della sua specie.
(Jackie Rhodes, nell'ultima scena dell'anime)

## Personaggi
Sono segnalati i nomi originali, quando differiscono da quelli dell'edizione italiana
Jacqueline Rhodes (Jackie) (ジャックリーヌ·ローズ?, Jakkurīnu Rōzu)
La sua casa è il Kenya, vi è nata e vi ha vissuto con i genitori ed il fratello per tutti i 14 anni della sua vita. Ragazza volitiva con un carattere solare, ha un grande amico, Murphy, un piccolo bushbaby che ha salvato da morte sicura e che ha addomesticato. Un giorno è però costretta a lasciare la sua terra natale e decide di portare Murphy con sé, come ricordo della sua amata Africa, nonostante i consigli del fratello Andrea che avrebbe preferito che l'animaletto non fosse strappato dal suo habitat naturale. Dopo aver perso la nave che l'avrebbe riportata in Inghilterra assieme ai genitori, Jackie e Kim, l'aiutante del padre, intraprendono un lungo viaggio nella savana, durante il quale la ragazza insegnerà poco a poco a Murphy come comportarsi in quella vita selvaggia a cui lui non era più abituato.
Arturo Rhodes / Arthur Rhodes (アーサー·ローズ?, Āsā Rōzu)
Padre di Jackie, è il sovrintendente della riserva e tra i suoi compiti vi è quello di proteggere gli animali della savana dai bracconieri che stanno imperversando nella zona a caccia di avorio e di pellicce. Durante i suoi viaggi di perlustrazione è sempre accompagnato da Kim, un giovane indigeno che ha combattuto nell'esercito del Kenya e che ora è il suo insostituibile assistente, e dal figlio Andrea, che forse potrebbe percorrere le orme del padre. Dopo l'indipendenza del Kenya, Arturo viene però sostituito da personale indigeno ed è quindi costretto a ritornare in Inghilterra con la famiglia, ma dopo essere salpato si accorge della mancanza di Jackie e convince il capitano della nave a ritornare indietro. Partecipa quindi attivamente alla ricerca della figlia, confidando nella protezione che Kim avrebbe dato a Jackie, essendo tra i pochi a non credere alla teoria che il suo ex-assistente l'avesse rapita.
Kim / Tambo (テンボ·ムルンビ?, Tenbo Murunbi)
Valoroso ex soldato dell'esercito reale del Kenya, è il giovane assistente di Arturo. Il rapporto tra i due non può dirsi paritario, è palese ia sudditanza che l'indigeno Kim ha verso il "bwana" bianco e la sua famiglia: Jackie ad esempio si rivolge a lui dandogli del "tu", ma lui la chiama sempre "signorina" e le dà del "lei". In ogni caso Kim è sinceramente affezionato ad Arturo e alla sua famiglia e non esita a prendere Jackie sotto la sua protezione quando la ritrova da sola in Africa con la nave dei genitori ormai lontana. È però sempre consapevole della delicatezza della sua posizione: un indigeno in compagnia di una ragazzina bianca, in un paese dove i bianchi sono ancora considerati i padroni e dove i dirigenti della polizia provengono prevalentemente dall'India, può correre parecchi rischi e non avrebbe probabilmente la possibilità di spiegare la situazione.
Andrea Rhodes / Andrew Rhodes (アンドルー·ローズ?, Andorū Rōzu)
Fratello maggiore di Jackie. I genitori avrebbero voluto che andasse a studiare in Inghilterra, ma lui preferisce rimanere in Africa ad aiutare il padre nelle sue perlustrazioni nella savana, prima pensando di prendere un giorno il suo posto, poi, rimanendo affascinato dalla veterinaria Hanna, desiderando di diventare anche lui veterinario. Ha come mascotte un camaleonte, che contrariamente alla sorella, decide di abbandonare in Africa prima della sua partenza per l'Inghilterra.
Penny Rhodes (ペニー·ローズ?, Penī Rōzu)
Madre di Jackie. Ha l'hobby della pittura.
Hawa (ハワ?, Hawa)
Ragazza che presta servizio presso la famiglia Rhodes. Essendo praticamente di famiglia, è l'unica indigena che dà del "tu" a Jackie, anche se tratta Arturo e Penny con molto rispetto, dando loro del "lei". Prova una forte simpatia per Kim.
Hanna Kaufmann (ハンナ·カウフマン?, Hanna Kaufuman)
Giovane veterinaria della riserva.
Kate Addleton (ケイト·アドルトン?, Keito Adoruton)
Compagna di classe e grande amica di Jackie. Il padre rimane ucciso da un elefante inferocito che era stato ferito dai bracconieri.
Laisa Addleton (ライサ·アドルトン?, Raisa Adoruton)
Madre di Kate è proprietaria assieme al marito di una piantagione di caffè. Alla morte del marito decide inizialmente di ritornare in Inghilterra, ma dopo l'arrivo del fratello decide di rimanere in Africa.
Micky (ミッキー·ビル?, Mikkī Biru)
È il bulletto della scuola di Jackie, ma dopotutto è molto affezionato a lei e a Murphy. È lui il responsabile della sparizione del documento di espatrio del bushbaby, che ruba per impedire a Jackie di portare l'animaletto in Inghilterra, desideroso com'era di poterlo tenere con sé. Accompagna Jackie e Kim nel lungo viaggio nella savana e contrariamente alla ragazza che vuole insegnare a tutti i costi a Murphy a procurarsi il cibo da solo, Micky ha un atteggiamento molto più condiscendente verso il bushbaby, dandogli di nascosto il cibo e facendo quindi infuriare la ragazza.
Il capostazione
È un personaggio minore (compare solamente nei tre episodi finali), ma è importante per spiegare uno dei temi dell'anime, visto che nel sorprendere un indigeno (Kim, ricercato dalla polizia per il rapimento di una ragazza bianca) minacciare col fucile un "bwana" bianco (il bracconiere) sa subito da che parte stanno "i buoni"... ma lui è un indigeno nero, proprio come Kim.
Murphy (マーフィ?, Māfi)
Il bushbaby salvato da Jackie diventa il suo amico inseparabile. Alla fine della storia la ragazza lo lascerà libero nel suo habitat naturale dopo avergli insegnato a sopravvivere da solo.
Michael
Uno dei due bracconieri a cui il padre di Jackie dà la caccia. Assieme al suo socio John e ad alcuni indigeni imperversa nella savana del Kenya cacciando avorio, pellicce e ogni genere di ricchezza. Quando scopre che Kim ha sottratto le prove delle loro attività illegali si mette assieme a John all'inseguimento suo e di Jackie per recuperare i documenti e mettere entrambi a tacere. Viene catturato dalla tribù Huaranga, ma si libera uccidendo i due guerrieri che lo scortavano e si nasconde nella baracca della stazione di Ndi assalendo Jakie e Kim subito dopo il loro arrivo. Viene però sopraffatto da Kim e dal capostazione, ma appena lasciato solo riesce ancora una volta a liberarsi e a far perdere le proprie tracce.
John
Socio di Michael, è l'altro bracconiere che le guardie del parco tentano inutilmente di catturare. All'inizio sembra addirittura più sadico, avido e determinato del suo partner, ma con l'andare del tempo, soprattutto dopo il suo secondo incontro con Jackie, comincia a rivedere le proprie posizioni. Alla fine verrà arrestato dalla polizia keniota e sarà l'unico dei due che deciderà di cambiar vita.
Atomani
Pastore di etnia Masai che vive in una piccola capanna ai margini della savana. Jakie e Kim lo incontrano dopo essersi rifugiati nella sua capanna per trovare rifugio dall'incendio che sta distruggendo la zona circostante, offrendogli aiuto per uccidere un leopardo che imperversa nella zona e minaccia le sue mucche. Malgrado voglia dare a vedere di essere coraggioso è in realtà estremamente pavido, ma riuscirà a vincere la sua paura uccidendo il leopardo proprio quando era sul punto di assalire Jackie.
Mandarino
Il pony di Jackie, che dopo la partenza della ragazza resterà a Kate.
Ben
Il camaleonte di Andrea, verrà liberato alla partenza del ragazzo dal Kenya.

## Differenze tra l'anime e il romanzo
L'anime, pur seguendo la trama generale del romanzo originale, soprattutto nella seconda parte, presenta anche alcune sostanziali differenze.
- Nell'anime il cucciolo di bushbaby si chiama Murphy, mentre nel romanzo il suo nome è Kamau
- Nell'anime Murphy viene trovato dal padre di Jackie dopo che il cucciolo ha perso la madre per colpa di un rinoceronte, nel romanzo invece Kamau viene regalato a Jackie per natale
- Nell'anime Jackie ha un solo fratello, Andrea, mentre nel romanzo ne ha altri due, un maschio e una femmina, più piccoli di lei.
- Nel romanzo non appaiono i bracconieri Michael e John, il cui ruolo è svolto in parte da un membro della tribù Huaranga.
- Il romanzo incomincia quando i Rhodes sono sul punto di tornare in Inghilterra dopo che Arthur, il capofamiglia, perde il proprio lavoro. Di conseguenza la prima parte dell'anime è stata inventata appositamente.
- Nell'anime Jackie e i suoi amici vengono attaccati dai babbuini mentre sono sulle tracce di Dan Moor, nel romanzo invece l'attacco avviene ai danni della ragazza e della sua famiglia, mentre stanno andando a fare un picnic
- Nell'anime Jackie e Kim (il cui vero nome è Tembo, come nel romanzo) percorrono il tragitto fino a Ndi per consegnare ad un colonnello britannico le prove del contrabbando di avorio, nel romanzo invece il viaggio viene fatto su richiesta di Jackie per portare Kamau al luogo dove è stato catturato e poterlo liberare.
- Nell'anime Jackie perde il permesso di espatrio perché le viene rubato da Mickey, nel romanzo invece se lo dimentica a casa il giorno della partenza.
- Nel romanzo non è presente il personaggio di Mickey.
- Nell'anime Mickey viene ferito da una freccia avvelenata e si sloga un ginocchio cadendo da un dirupo, nel romanzo invece a venire ferita è Jackie.
- Nell'anime Jakie ha i capelli corti, mentre nel romanzo viene detto che porta i capelli lunghi, raccolti in una coda di cavallo.

## Messa in onda
In Giappone la serie è stata trasmessa per la prima volta dalla Fuji Television a partire dal 12 gennaio 1992.
In Italia l'anime è stato trasmesso per la prima volta da Italia 1 dal 10 aprile del 1994. Dal 22 luglio fino al 6 settembre dello stesso anno viene replicato anche su Canale 5 e dal febbraio del 1997 viene riproposta anche nella mattina di Italia 1. Il 21 giugno 2010 è tornato, dopo diversi anni di assenza, su Hiro.

## Sigle
Sigle iniziali giapponesi
- "Apollo", testo e musica di Shinji Tanimura, arrangiamento di Yasuo Sakou, interpretata da Yasuhide Sawa (ep. 1-22)
- "Hohoemi de Prologue" (微笑みでプロローグ?), testo di Neko Oikawa, musica di Masayuki Kishi, arrangiamento di Kazuo Shinoda, interpretata da Satoko Yamano (ep. 23-40)

Sigla finale giapponese
- "Tori ni Naru" (鳥になる?), testo e musica di Shinji Tanimura, arrangiamento di Yasuo Sakou, interpretata da Maya Okamoto[2]

Sigla iniziale e finale italiana
- Le voci della savana (testo di Alessandra Valeri Manera - musica di Ninni Carucci) cantata da Cristina D'Avena[3]

## Doppiaggio
| Personaggi      | Voce giapponese   | Voce italiana       |
| --------------- | ----------------- | ------------------- |
| Jackie          | Maya Okamoto      | Donatella Fanfani   |
| Andrea (Andrew) | Jun'ichi Kanemaru | Davide Garbolino    |
| Arturo (Arthur) | Takaya Hashi      | Gianfranco Gamba    |
| Micky           | Youko Matsuoka    | Paolo Torrisi       |
| Penny           | Kumiko Takizawa   | Cristina Giolitti   |
| Henry           | Bin Shimada       | Marco Balzarotti    |
| Kate            | Miyuki Matsushita | Marina Massironi    |
| Kim (Tembo)     | Juurouta Kosugi   | Pino Pirovano       |
| Hanna           | non disponibile   | Veronica Pivetti    |
| Benzinaio       | non disponibile   | Salvatore Landolina |
| Hawa            | non disponibile   | Federica Valenti    |
| Dan Moore       | non disponibile   | Sergio Romanò       |
| Michael         | non disponibile   | Mario Scarabelli    |
| John            | non disponibile   | Diego Sabre         |

## Episodi
| Nº | Titolo italiano Giapponese 「Kanji」 - Rōmaji - Traduzione letterale | In onda           | In onda |
| Nº | Titolo italiano Giapponese 「Kanji」 - Rōmaji - Traduzione letterale | Giapponese        |         |
| 1  | Il cucciolo di Bushbaby 「草原で拾った赤ちゃん」 - sōgen de hirotta akachan – "Il cucciolo raccolto nella prateria" | 12 gennaio 1992   |         |
| 1  | Jackie Rodhes, figlia inglese di una guardia forestale che lavora nel parco del Masai Mara, riceve dal fratello Andrea un cucciolo di bushbaby che ha perso la madre e decide di prendersene cura. |                   |         |
| 2  | Murphy, devi vivere 「死なないでマーフィ」 - shina naide mafi – "Non morire Murphy" | 19 gennaio 1992   |         |
| 2  | Jackie cerca inutilmente di dare da mangiare al cucciolo di bushbaby, che ha chiamato Murphy. Grazie ai suggerimenti di Kim, l'indigeno di etnia Kanba che lavora per suo padre, alla fine ci riesce. |                   |         |
| 3  | Caccia al rinoceronte 「しかけやローズ」 - shikakeya rozu | 26 gennaio 1992   |         |
| 3  | Arthur Rodhes e suo figlio, assieme ad altri operatori del parco, danno la caccia ad un rinoceronte ferito dai bracconieri e bisognoso di cure, oltre che molto pericoloso in quanto divenuto aggressivo. |                   |         |
| 4  | Alla ricerca del biberon 「哺乳ビンをさがせ」 - honyū bin wosagase – "Cercate il biberon" | 2 febbraio 1992   |         |
| 4  | Murphy continua a crescere, e il contagocce ormai non basta più per dargli il latte. Jackie si mette quindi alla ricerca di un biberon. Intanto, Arthur e Andrea trovano un cucciolo di elefante la cui madre è stata ferita dai bracconieri. |                   |         |
| 5  | L'elefantessa ferita 「傷ついた象」 - kizutsu ita zō – "L'elefantessa ferita" | 9 febbraio 1992   |         |
| 5  | L'elefantessa ferita diviene sempre più aggressiva e comincia a seminare il panico nei villaggi dei dintorni. I guardiaparco, a malincuore, sono costretti a darle la caccia per abbatterla, ma durante la battuta l'animale uccide il padre di Kate, la migliore amica di Jackie. |                   |         |
| 6  | Murphy è malato! 「マーフィの病気」 - mafi no byōki – "La malattia di Murphy" | 16 febbraio 1992  |         |
| 6  | A causa della morte del marito la madre di Kate medita di tornare in Inghilterra, ma in suo aiuto arriva il fratello che decide di recarsi in Africa per mandare avanti assieme a lei la piantagione di caffè. Nel frattempo Murphy si ammala di polmonite. |                   |         |
| 7  | Hanna, il veteriraio 「女性獣医ハンナ」 - josei jūi hanna – "Hanna,la veterinaria" | 23 febbraio 1992  |         |
| 7  | Grazie alle cure di Hanna e all'amore di Jackie, il piccolo Murphy si riprende. Il giorno dopo Kim, Andrea ed Hanna escono dalla riserva per catturare due struzzi da regalare ad un giardino zoologico. |                   |         |
| 8  | L'aeroplano del professore 「博士の飛行機」 - hakase no hikōki – "L'aeroplano di Hakase" | 1º marzo 1992     |         |
| 9  | Passeggiata a mezzanotte 「真夜中のお散歩」 - mayonaka noo sanpo – "Passeggiata a mezzanotte" | 8 marzo 1992      |         |
| 10 | Dan Moor 「修理屋ダン・ムーア」 - shūriya dan . mua – "L'aggiusta tutto Dan Mua" | 15 marzo 1992     |         |
| 11 | I giovani detective 「探偵団結成!」 - tanteidan kessei! | 22 marzo 1992     |         |
| 12 | Alla ricerca dei bracconieri 「ハッカアメと密猟者」 - hakkaame to mitsuryōsha | 19 aprile 1992    |         |
| 13 | Henry e i tre detective 「探偵団プラス1」 - tanteidan purasu 1 | 26 aprile 1992    |         |
| 14 | Babbuini all'attacco 「ヒヒの襲撃」 - hihi no shūgeki | 3 maggio 1992     |         |
| 15 | Il grande baobab 「ふしぎな木バオバブ」 - fushigina ki baobabu | 10 maggio 1992    |         |
| 15 | Henry, i ragazzi e il professore arrivano ai piedi di un gigantesco baobab, e sostano a lungo ad ammirarlo. Murphy si introduce nel tronco cavo e Jackie entra per ritrovarlo, ma tornata a casa la sera scopre di aver perso la sua bussola. |                   |         |
| 16 | Il nascondiglio segreto 「秘密のほらあな」 - himitsu nohoraana | 17 maggio 1992    |         |
| 16 | Jackie torna al baobab in sella a Mandarino per cercare la sua bussola, e scopre che l'interno dell'albero era usato come deposito dai bracconieri. Viene però scoperta da Dan Moor. |                   |         |
| 17 | L'incontro con i bracconieri 「密猟団現わる」 - mitsuryō dan arawa ru | 24 maggio 1992    |         |
| 17 | Grazie all'arrivo del professore Cranshow e al ravvedimento di Dan Jakie riesce a sfuggire ai bracconieri, che però riescono a sottrarsi alla cattura da parte di Arthur e Andrea. |                   |         |
| 18 | Il vestitino di Murphy 「チョッキ騒動」 - chokki sōdō | 31 maggio 1992    |         |
| 18 | Murphy combina un disastro durante una visita dal droghiere, e Jackie decide di fabbricargli un vestito provvisto di guinzaglio per poterlo portare in giro senza che possa provocare guai. |                   |         |
| 19 | L'inizio della fine 「運命のはじまり」 - unmei nohajimari | 7 giugno 1992     |         |
| 19 | Arthur, come tanti altri inglesi prima di lui, perde il proprio lavoro. La famiglia Rodhes di conseguenza non ha altra scelta che fare ritorno in Inghilterra. |                   |         |
| 20 | Il Kilimangiaro 「霧のキリマンジャロ」 - kiri no kirimanjaro | 14 giugno 1992    |         |
| 20 | Jackie e la sua famiglia decidono di fare un'ultima escursione prima di lasciare l'Africa e si recano in Tanzania per poter salire sul Kilimanjaro. Incontrano anche i due bracconieri, ma essendo in terra straniera e avendo Arthur perso il suo lavoro, non possono arrestarli. |                   |         |
| 21 | Addio, Kate 「さようならケイト」 - sayōnara keito | 21 giugno 1992    |         |
| 21 | Jakie riceve i documenti necessari per poter portare Murphy con sé in Inghilterra, essendosi troppo affezionata a lui per lasciarlo in Africa. Quindi, dopo aver detto addio ai suoi amici e aver regalato Mandarino a Kate, lei e tutta la sua famiglia partono per Mombasa. |                   |         |
| 22 | Il permesso è sparito 「無くなった許可証」 - naku natta kyokashō | 28 giugno 1992    |         |
| 22 | Arrivati a Mombasa assieme a Kim i Rhodes si imbarcano sulla nave che dovrà riportarli in Inghilterra. Subito prima della partenza, però, Jackie si accorge di aver perso il permesso di espatrio per Murphy. |                   |         |
| 23 | Quel giorno al porto 「波止場の大事件」 - hatoba no daijiken | 12 luglio 1992    |         |
| 23 | Jakie, avendo perso il permesso, decide a malincuore di scendere a terra per liberare Murphy, ma poi non ha la forza per farlo. Nel suo girovagare per la città incontra Kim, in fuga dai bracconieri dopo aver trovato le prove del loro traffico illecito. Quando i due tornano al porto però la nave di Jackie è già salpata, e i genitori della ragazza non si sono accorti di nulla.                                        |                   |         |
| 24 | Da sola in Africa 「アフリカひとりぼっち」 - afurika hitoribocchi – "Da sola in Africa" | 2 agosto 1992     |         |
| 24 | Rimasta sola in Africa, Jackie si unisce a Kim nella speranza di poter comunicare ai suoi genitori di essere stata lasciata indietro. I due si recano quindi in una vecchia casa per le vacanze di proprietà dei Rhodes per trascorrere la notte. Intanto, i Rhodes scoprono che Jackie non è bordo. |                   |         |
| 25 | Mandato in arresto 「テンボに逮捕状!?」 - tenbo ni taiho jō!? – "Mandato d'arresto per Tenbo!?" | 16 agosto 1992    |         |
| 25 | Dal momento che l'uomo a cui Kim voleva consegnare le prove del contrabbando dei bracconieri non si trova a Mombasa Kim non ha altra scelta che raggiungerlo a Ndi, nell'entroterra. In città intanto si è già diffusa la notizia di una ragazza bianca in compagnia di un indigeno, ed ora Kim è accusato di rapimento. Jackie quindi non ha altra scelta che seguire Kim. A loro si aggiunge anche Micky, incontrato per caso. |                   |         |
| 26 | Murphy in pericolo 「マーフィの災難」 - mafi no sainan – "L'incidente di Murhpy" | 23 agosto 1992    |         |
| 26 | Durante il viaggio in fiume verso Ndi Murphy cade accidentalmente in acqua e Kim, che tuttavia non sa nuotare, istintivamente si tuffa per salvarlo. Vengono però entrambi aiutati da Jackie. Intanto, i Rhodes sono riusciti a fare ritorno in Africa, e si sono messi sulle tracce di Jackie. |                   |         |
| 27 | La fuga 「追う人、追われる人」 - ō nin , owa reru nin – "Gli inseguitori e gli inseguiti" | 30 agosto 1992    |         |
| 27 | Inseguiti contemporaneamente dai bracconieri e dall'esercito del Kenya Kim, Jackie e Miki si vedono costretti ad abbandonare la barca e a proseguire a piedi alla volta di Ndi. |                   |         |
| 28 | Elefanti! 「密林の象たち」 - mitsurin no katadota chi – "Gli elefanti della giungla" | 6 settembre 1992  |         |
| 28 | Lungo il viaggio verso Ndi i ragazzi e Kim si imbattono in una mandria di elefanti. Scampato il pericolo si rimettono in viaggio dopo aver recuperato un otre d'acqua appartenente alla tribù Huaranga, i cacciatori di elefanti. I Huaranga, però, non la prendono bene. |                   |         |
| 29 | La lezione di caccia all'insetto 「野生を取りもどせ!!」 - yasei wo tori modose!! – "Devi tornare selvaggio!!" | 13 settembre 1992 |         |
| 29 | Jackie decide di insegnare a Murphy a procacciarsi il cibo da solo, avendo deciso di liberarlo non appena tutta la vicenda si sarà conclusa. Il piccolo, cresciuto in cattività, in principio sembra senza speranze, ma con il tempo comincia a riscoprire il proprio lato selvaggio. |                   |         |
| 30 | La legge della savana 「サバンナのおきて」 - sabanna nookite – "La legge della savana" | 20 settembre 1992 |         |
| 30 | Jackie e Miki discutono sul fatto se sia giusto o meno trattare Murphy con tanta severità e abbandonarlo al suo destino dopo che era stato abituato a vivere in cattività, ma più il tempo passa più la piccola scimmia sembra adattarsi alla vita che lo aspetta. |                   |         |
| 31 | La freccia avvelenata 「毒矢とハーモニカ」 - doku ya to hamonika | 27 settembre 1992 |         |
| 31 | Micky viene ferito dal guerriero Huaranga che pedinava i ragazzi da quando questi avevano sottratto l'otre d'acqua e fuggendo precipita nel letto di un fiume in secca, rompendosi un ginocchio. Lui e Jackie, poi, vengono raggiunti dai bracconieri, mentre Kim invece riesce a fuggire. |                   |         |
| 32 | Kim, il guerriero dal cuore d'oro 「やさしい戦士・テンボ」 - yasashii senshi . tenbo | 25 ottobre 1992   |         |
| 32 | Kim decide di non proseguire da solo e di cercare un modo per salvare i due ragazzi. L'arrivo inaspettato del professor Cranshow gli permette di portare in salvo entrambi e di neutralizzare John, mentre Michael viene catturato dalla tribù Huaranga. |                   |         |
| 33 | Savana in fiamme 「炎に向かって走れ!」 - honoo ni muka tte hashire! | 1º novembre 1992  |         |
| 33 | Micky viene portato in ospedale dall'aereo del professore. Jackie e Kim, invece, sono costretti ad avventurarsi nella savana, incendiata dai Masai per bruciare l'erba secca e permettere la crescita di quella nuova. |                   |         |
| 34 | La capanna dei masai 「マサイ族の小屋」 - masai zoku no koya | 8 novembre 1992   |         |
| 34 | Sfuggiti miracolosamente all'incendio Jackie e Kim trovano rifugio in una capanna disabitata ma di proprietà, pare, di un Masai. La mattina dopo, mentre Jackie è sola, il proprietario si fa vivo. |                   |         |
| 35 | Jackie è malata 「ジャッキー倒れる!!」 - jakki taore ru!! | 15 novembre 1992  |         |
| 35 | Il padrone di casa, un pastore di nome Atomani, si offre di ospitare Jackie e Kim nella sua capanna a condizione che Kim lo aiuti a radunare le sue mucche, fuggite durante l'incendio e minacciate da un leopardo. Jackie intanto si ammala e viene accudita dalla sorella di Atomani, ma un brutto giorno la ragazzina si trova faccia a faccia con il leopardo.                                                               |                   |         |
| 36 | Un leopardo e due guerrieri 「豹と二人の戦士」 - hyō to futari no senshi | 22 novembre 1992  |         |
| 36 | Grazie a Murphy e al provvidenziale arrivo di Kim e Atomani il leopardo si allontana e Jackie è salva. Alla fine, grazie al coraggio di Atomani, l'animale viene ucciso e smette di essere una minaccia. |                   |         |
| 37 | Le grandi piogge 「雨の日の思い出」 - ame no nichi no omoide – "Ricordi dei giorni di pioggia" | 29 novembre 1992  |         |
| 37 | Inizia la stagione delle piogge. Jackie e Kim, grazie ad una barca messa a loro disposizione di Atomani, riescono a raggiungere la stazione ferroviaria di Ndi, ma subito dopo essere scesi a terra scoprono che il vicino ponte è crollato sotto la spinta distruttiva dell'acqua. |                   |         |
| 38 | Il treno rischia di essere spazzato via 「列車が流される!?」 - ressha ga nagasa reru!? | 6 dicembre 1992   |         |
| 38 | Subito dopo essere entrati nell'ufficio della stazione Jackie e Kim vengono aggrediti da Michael. Il bracconiere è però messo al tappeto da Kim e dal capostazione, ma a causa sia di un fraintendimento con gli operatori che di un guasto alla radio non vi è modo di avvertire i treni in arrivo dell'avvenuto crollo del ponte sul fiume.                                                                                    |                   |         |
| 39 | Murphy, aiutaci! 「駈けぬけろマーフィ」 - kake nukero mafi | 13 dicembre 1992  |         |
| 39 | Jackie, Kim e il capostazione raggiungono il ponte crollato e trovano, sull'altra riva, Arthur e Andrea, ancora alla ricerca di Jackie. Poiché la pioggia, il rumore e la distanza impedisce loro di comunicare l'unica speranza è affidata a Murphy, che dovrà fare da portalettere passando per un condotto pericolante che corre sopra il fiume in piena.                                                                     |                   |         |
| 40 | Addio, Murphy 「マーフィのさようなら」 - mafi nosayōnara – "L'addio di Murphy" | 20 dicembre 1992  |         |
| 40 | Grazie a Murphy il deragliamento del treno viene evitato, e Jackie può finalmente rivedere suo padre e suo fratello. A questo punto, però, viene per lei il momento di dire addio a Murphy e di fare ritorno in Inghilterra. |                   |         |